# 正連寺
正連寺（しょうれんじ）は、千葉県柏市の地名。郵便番号は277-0814。

## 地理
柏市西部に位置する。十余二・新十余二・小青田・大室・花野井・若柴・柏の葉と隣接する。
地域内は国道16号・首都圏新都市鉄道つくばエクスプレスが通り、つくばエクスプレス沿線地域の開発に伴う柏北部中央地区一体型特定土地区画整理事業施行地域となっており、開発が行われている。

## 歴史
江戸時代から1889年（明治22年）までは正連寺村であった。

### 沿革
- 1889年（明治22年） 大青田（おうだ）村、大室村、小青田（こうだ）村、正連寺村、船戸村、若柴村及び上三ケ尾村、下三ケ尾村、西三ケ尾村の各一部が合併。田中村大字正連寺となる。
- 1954年（昭和29年）
  - 9月1日 東葛飾郡田中村が同郡柏町、小金町、土村と合併、東葛市となる。
  - 11月15日 東葛市が柏市に改称。

## 世帯数と人口
2017年（平成29年）10月31日現在の世帯数と人口は以下の通りである。
| 大字   | 世帯数  | 人口  |
| ------ | ------- | ----- |
| 正連寺 | 162世帯 | 331人 |

## 小・中学校の学区
市立小・中学校に通う場合、学区は以下の通りとなる。
| 番地 | 小学校           | 中学校           |
| ---- | ---------------- | ---------------- |
| 全域 | 柏市立田中小学校 | 柏市立田中中学校 |

## 施設
- 田中保育園
- 香取神社